# Pablo Castrillo
Pablo Castrillo (n. 2 ianuarie 2001, Jaca, Aragon, Spania) este un ciclist spaniol care concurează în acest moment pentru Equipo Kern Pharma, echipă licențiată UCI ProTeam.

## Rezultate în Marile Tururi

### Turul Spaniei
1 participare
- 2024: câștigător al etapelor a 12-a și a 15-a